# Рудники (Західнопоморське воєводство)
Рудники (пол. Rudniki) — село в Польщі, у гміні Хощно Хощенського повіту Західнопоморського воєводства.
Населення — 176 осіб (2011).
У 1975-1998 роках село належало до Гожовського воєводства.

## Демографія
Демографічна структура станом на 31 березня 2011 року:
|          | Загалом | Допрацездатний вік | Працездатний вік | Постпрацездатний вік |
| -------- | ------- | ------------------ | ---------------- | -------------------- |
| Чоловіки | 91      | 22                 | 63               | 6                    |
| Жінки    | 85      | 12                 | 58               | 15                   |
| Разом    | 176     | 34                 | 121              | 21                   |